# Seventeen (jihokorejská skupina)
Seventeen (korejsky 세븐틴), stylizované jako SEVENTEEN nebo SVT, je jihokorejská chlapecká skupina založená společností Pledis Entertainment v roce 2015. Skupina se skládá z 13 členů rozdělených do tří podjednotek, z nichž každá má jinou specializaci: „Hip-Hop“, „Vocal“ a „Performance“ tým.

## Historie
Pravidelně začala skupina Seventeen vystupovat od roku 2013 v televizním pořadu Seventeen TV živě vysílaném přes streaming UStream.
Skupina Seventeen debutovala živým vystoupením vysílané společností MBC 26. května. Byla první chlapeckou K-pop skupinou, která debutovala hodinovým živým vystoupením na hlavním kanálu. O tři dny později vydali své první mini-album (EP) 17 Carat v digitálním formátu. Mini-album 17 Carat se v roce 2015 udrželo nejdéle v žebříčku nejlepších K-pop alb v USA.
Své druhé mini-album Boys Be vydali 10. září 2015, které jim vyneslo ocenění Golden Disk Awards, Seoul Music Awards a Gaon Chart K-Pop Awards.
První studiové album skupiny Seventeen Love & Letter bylo vydáno 25. dubna 2016.
5. prosince skupina vydala jejich třetí mini-album Going Seventeen, které v prodejích překonalo album Love & Letter.
Čtvrté mini-album Al1 bylo vydáno 22. května 2017.

## Členové
| Členové                      | Členové      | Rodné jméno        | Rodné jméno  | Datum narození              | Místo narození                                  | Pozice                                                                 | Tým                |
| Jména                        | Hangul/Hanja | Romanizace         | Hangul/Hanja | Datum narození              | Místo narození                                  | Pozice                                                                 | Tým                |
| ---------------------------- | ------------ | ------------------ | ------------ | --------------------------- | ----------------------------------------------- | ---------------------------------------------------------------------- | ------------------ |
| S.Coups                      | 에스쿱스     | Choi Seungcheol    | 최승철       | 8. srpna 1995 (29 let)      | Dalseo-gu, Daegu, Jižní Korea                   | Leader skupiny, leadr hip-hop týmu, raper, zpěvák, tanečník a textař   | Hip-hop tým        |
| Wonwoo                       | 원우         | Jeon Wonwoo        | 전원우       | 17. července 1996 (28 let)  | Changwon, Gyeongsangnam-do, Jižní Korea         | zpěvák, raper, tanečník a textař                                       | Hip-hop tým        |
| Mingyu                       | 민규         | Kim Mingyu         | 김민규       | 6. dubna 1997 (27 let)      | Anyang, Gyeonggi, Jižní Korea                   | raper, zpěvák                                                          | Hip-hop tým        |
| Vernon                       | 버논         | Chwe Hansol Vernon | 최한솔       | 18. února 1998 (27 let)     | New York, Spojené státy americké                | Raper, textař a tanečník                                               | Hip-hop tým        |
| Woozi                        | 우지         | Lee Jihoon         | 이지훈       | 22. listopadu 1996 (28 let) | Suyeong-gu, Pusan, Jižní Korea                  | Leader vokálního týmu, zpěvák, tanečník, textař, skladatel a producent | Vokální tým        |
| Jeonghan                     | 정한         | Yoon Jeonghan      | 윤정한       | 4. října 1995 (29 let)      | Gangbuk-gu, Soul, Jižní Korea                   | Zpěvák, tanečník                                                       | Vokální tým        |
| Joshua                       | 조슈아       | Hong Jisoo Joshua  | 홍지수       | 30. prosince 1995 (29 let)  | Los Angeles, Kalifornie, Spojené státy americké | Zpěvák, vokalista a tanečník                                           | Vokální tým        |
| DK (známý také jako Dokyeom) | 도겸         | Lee Seokmin        | 이석민       | 18. února 1997 (28 let)     | Mapo-gu, Soul, Jižní Korea                      | Leader týmu BooSeokSoon, hlavní vokalista a tanečník                   | Vokální tým        |
| Seungkwan                    | 승관         | Boo Seungkwan      | 부승관       | 16. ledna 1998 (27 let)     | Pusan, Jižní Korea                              | Zpěvák, hlavní vokalista, DJ skladatel a tanečník                      | Vokální tým        |
| Jun                          | 준           | Wen Junhui         | 文俊辉       | 10. června 1996 (28 let)    | Šen-čen, Guangdong, Čína                        | Herec, zpěvák, sólista, tanečník                                       | Choreografický tým |
| Hoshi                        | 호시         | Kwon Soonyoung     | 권순영       | 15. června 1996 (28 let)    | Namyangju, Kjonggi, Jižní Korea                 | Leader týmu choreografie, zpěvák, tanečník, choreograf a skladatel     | Choreografický tým |
| The8                         | 디에잇       | Xú Minghao         | 徐明浩       | 7. listopadu 1997 (27 let)  | An-šan, Liao-ning, Čína                         | Tanečník a zpěvák                                                      | Choreografický tým |
| Dino                         | 디노         | Lee Chan           | 이찬         | 11. února 1999 (26 let)     | Iksan, Jeollabuk-do, Jižní Korea                | Tanečník, raper, vokalista                                             | Choreografický tým |

## Koncerty a turné

### Asia Tours
- Seventeen 1st Asia Tour 2016 Shining Diamonds (2016)
- Ideal Cut (2018)

### World Tours
- Seventeen 1st World Tour Diamond Edge (2017)
- Ideal Cut (2018)
- Ode to You (2019)